# Miara σ-skończona
Miara skończona – miara przypisująca skończoną wartość przestrzeni mierzalnej, na której jest określona.
Miara σ-skończona (półskończona) – miara, dla której przestrzeń może być przedstawiona w postaci sumy przeliczalnie wielu zbiorów miary skończonej. Każda miara skończona jest σ-skończona. Pojęcie σ-skończoności uogólnia się mutatis mutandis na dowolne funkcje zbiorów.
Miary, które nie są σ-skończone uznawane są w praktyce matematycznej za miary w pewnym sensie patologiczne. Większość zasadniczych twierdzeń teorii miary (przykładowo twierdzenie Fubiniego czy twierdzenie Radona-Nikodyma) wymaga założenia σ-skończoności miary.

## Przykłady
- Miara Lebesgue’a w przestrzeni {\displaystyle \mathbb {R} ^{n}} nie jest skończona, ale jest σ-skończona, gdyż

{\displaystyle \mathbb {R} ^{n}=\bigcup _{k=1}^{\infty }~\underbrace {[-k,k]\times \ldots \times [-k,k]} _{n\;\mathrm {razy} }.}
- Miara licząca jest skończona wtedy i tylko wtedy, gdy jest określona na zbiorze skończonym oraz σ-skończona wtedy i tylko wtedy, gdy jest określona na zbiorze przeliczalnym.